# Cantone di Freyming-Merlebach
Il Cantone di Freyming-Merlebach è una divisione amministrativa dell'arrondissement di Forbach.
A seguito della riforma approvata con decreto del 18 febbraio 2014, che ha avuto attuazione dopo le elezioni dipartimentali del 2015, è passato da 10 a 11 comuni.

## Composizione
I 10 comuni facenti parte prima della riforma del 2014 erano:
- Barst
- Béning-lès-Saint-Avold
- Betting
- Cappel
- Farébersviller
- Freyming-Merlebach
- Guenviller
- Henriville
- Hoste
- Seingbouse

Dal 2015 i comuni appartenenti al cantone sono i seguenti 11:
- Barst
- Béning-lès-Saint-Avold
- Betting
- Cappel
- Farébersviller
- Freyming-Merlebach
- Guenviller
- Henriville
- Hombourg-Haut
- Hoste
- Seingbouse